# جيمس إف. راندولف
جيمس إف. راندولف هو سياسي أمريكي، ولد في 26 يونيو 1791 في مقاطعة ميدلسكس في الولايات المتحدة، وتوفي في 25 يناير 1872. انتخب عضو جمعية نيوجيرسي العامة ‏ وانتخب عضو مجلس النواب الأمريكي ‏.